# ۱۷ جمادی‌الاول
۱۷ جمادی‌الاول، هفدهمین روز از ماه جمادی‌الاول در تقویم هجری قمری است.
در تقویم هجری قمری قراردادی این روز صد و سی و پنجمین روز سال است.

## درگذشتگان
- ۱۴۴۱ (قمری) - ماجده الصباحی